# Гурко Мархолев
Гурко Иванов Мархолев е български офицер, генерал-майор.

## Биография
Доведен син на Иван Мархолев, заточван няколко пъти в Азия като съратник на Васил Левски и член на местен таен революционен комитет на Вътрешната революционна организация. Майка му е Гина Мархолева. Негови заварени братя и сестри по бащина линия са генерал Генко Иванов Мархолев, Христофор Иванов Мархолев, Злата Иванова Филипова, полковник Стефан Иванов Мархолев. Има дъщеря Катя Гуркова Панова.
Завършва Военното училище в София (1901), Сенсирското военно училище и Академията на Генералния щаб в Париж (1905 – 1908). Известен е случаят в Сен Сир през 1908 г. с Хирохито – бъдещия император на Япония, когато заради скандалното му поведение към преподавател Мархолев му удря шамари. От друга страна сведението е доста съмнително, тъй като Хирохито е роден през 1901 г. и би трябвало да е бил курсант в Сен Сир на 7-годишна възраст, а съгласно официалната му биография Хирохито пребивава в Европа и САЩ за период от 5 месеца едва през 1921.
Участва в Балканските войни (1912 – 1913) и Първата световна война (1914 – 1918). Проявява се в превземането (1913) на Одринската крепост, когато командваният от него конен отряд нахлува в щаба на противника, както и при пленяването на командващия отбраната Шукри паша, който му предава офицерската си сабя. Командир на дружина временно командва 9-и пехотен пловдивски полк (след смъртта на Борис Дрангов) през 1917 г. и е негов командир от 20 ноември до 9 декември 1920 г. Поема командването на 2-ри пехотен искърски полк през 1922 г. Преведен е в запаса на 9 юни 1923 г.
По време на военната си кариера служи последователно в 1-ви конен полк, като помощник-началник на секция в Щаба на армията, като адютант на 2-ра пехотна тракийска дивизия, в щаба на 11-а германска армия и като командир на 2-ри пехотен искърски полк (1922 – 1923). Уволнен е от служба на 9 юни 1923 година.
Включен в състава на комисията по определяне на българо-гръцката граница през 1921 – 1922 г. За отличната работа му е изказана специална благодарност от председателя на комисията. По-късно е началник на Жандармерията. През 1935 г. е Областен директор на Пловдив, а през 1936 г. – Областен директор на Бургас. Удостояван е с офицерски Орден за храброст III степен, орден „Свети Александър“, сръбски орден „Белий орел“, германски орден „Железен кръст“ I класа и други. Гурко Мархолев се жени за Елисавета Джуркова от Пазарджик. Председател е на Дружеството на запасните офицери в Пазарджик, Околийски председател на бойците от фронта в Пазарджишка околия и Председател на кавалерите на ордена за храброст. Взема участие и в културния живот на Пазарджик. Занимава се и със земеделие – развива земеделско стопанство, признато за семепроизводно. Умира на 9 април 1940 г. в Пазарджик.
Личният му архив се съхранява във фонд 553К в Държавен архив – Пазарджик. Той се състои от 32 архивни единици от периода 1897 – 1999 г.

## Военни звания
- Подпоручик (1901)
- Поручик (1904)
- Капитан (15 октомври 1908)
- Майор (5 август 1913)
- Подполковник (16 март 1917)
- Полковник (2 ноември 1919)
- о. з. Генерал-майор (6 май 1936)

Отличия: орден „За храброст“ – 3-та степен, 2-ри клас и 4-та степен, 2-ри клас.

## Галерия
- Производството на Гурко Мархолев в първи офицерски чин, януари 1901 г. Фотограф: Димитър Карастоянов.
- Производството на Гурко Мархолев в поручик от гвардията, август 1904 г. Фотограф: Димитър Карастоянов.
- Пленяването на Шукри паша край Одрин, 13 март 1913 г. Гурко Мархолев е вторият от ляво на дясно.
- Българска военно-полева болница при с. Ортакчи, Гърция на 16 март 1913 г. До жената с бялата дреха е застанал Гурко Мархолев.